# روبين أغيري
روبين أغيري فوينتيس (الإسبانية:Rubén Aguirre Fuentes) (سالتيو،كواويلا دي ساراغوسا؛ 15 يونيو 1934- بويرتو فالارتا، ولاية خاليسكو؛ 17 يونيو 2016)، هو ممثل مكسيكي ومذيع وكوميدي ومهندس زراعي. تم تكريمه في أمريكا اللاتينية للعبه شخصية مدرس الزرافة، الذي كان جزءًا من برنامج تشيسبيريتو، في المخطط سوبر عبقرية من طاولة مربعة، وبرنامج إل شافو ديل أوتشو، حيث أصبحت الشخصية الأكثر شعبية. عمل لعدة سنوات مع روبرتو غوميز بولانوس.

## روابط خارجية
- روبين أغيري على موقع IMDb (الإنجليزية)
- روبين أغيري على موقع أول موفي (الإنجليزية)
- روبين أغيري على موقع قاعدة بيانات الفيلم (الإنجليزية)